# RoPE-Score
Der Risk of Paradoxical Embolism (RoPE) Score ist ein Summenscore zur Beurteilung von Schlaganfallpatienten mit persistierendem Foramen ovale (PFO). Mit dem RoPE-Score schätzt der Arzt die Wahrscheinlichkeit ab, dass ein Schlaganfall auf ein PFO zurückzuführen und nicht durch andere Ursachen entstanden ist. Der Score reicht von 0 bis 10. Ein Ergebnis von mindestens 7 kann in bestimmten Konstellationen ein Argument für einen interventionellen Verschluss des PFOs sein.

## Hintergrund
Als persistierendes Foramen ovale wird ein unvollständiger Verschluss der Vorhofscheidewand des Herzens bezeichnet, der als Normvariante bei bis zu 30 % der gesunden Bevölkerung nachzuweisen ist. Im Gegensatz zu anderen Vorhofseptumdefekten ist das PFO meist ventiloffen, d. h. nur in bestimmten Situationen mit Anstieg des Druckes im rechten Herzvorhof kann es kurzzeitig zu Übertritt von Blut aus dem rechten in den linken Vorhof kommen. In sehr seltenen Fällen gelangen auf diesem Wege Blutgerinnsel (Thromben) aus dem Lungen- in den Körperkreislauf und können hier zu arteriellen Gefäßverschlüssen und ischämischen Schlaganfällen führen (paradoxe Embolie). Dieser Mechanismus ist nur bei einem kleinen Bruchteil aller Schlaganfallpatienten ursächlich, andere Mechanismen sind um ein vielfaches häufiger (z. B. Plaqueruptur bei Arteriosklerose, intrakardiale Thrombenbildung bei Vorhofflimmern, Minderperfusion in Folge von Gefäßstenosen u. a.). Sofern jedoch tatsächlich das PFO die Grundlage für eine paradoxe Embolie war, kommt ein Verschluss des PFO zur Sekundärprophylaxe weiterer Schlaganfälle in Betracht. Der ROPE-Score kann helfen, Patienten zu identifizieren, die von einem PFO-Verschluss profitieren.

## Items
Der RoPE-Score umfasst 6 Items, deren Ergebnis zu einem Summenscore aufaddiert werden. Das Merkmal „Alter“ wird in 6 Kategorien unterteilt. Der Score wurde für Patienten im Alter von mindestens 18 Jahren entwickelt.
| Merkmal                             | Punkte |
| ----------------------------------- | ------ |
| Kein Bluthochdruck                  | 1      |
| Kein Diabetes mellitus              | 1      |
| Kein früherer Schlaganfall oder TIA | 1      |
| Nichtraucher                        | 1      |
| Infarkt mit Kortexbeteiligung       | 1      |
| Alter 18–29 Jahre                   | 5      |
| Alter 30–39 Jahre                   | 4      |
| Alter 40–49 Jahre                   | 3      |
| Alter 50–59 Jahre                   | 2      |
| Alter 60–69 Jahre                   | 1      |
| Alter über 69 Jahre                 | 0      |

## Auswertung
Ein RoPE-Score von mindestens 7 wird als „hoch“ bewertet und spricht für einen Benefit eines interventionellen PFO-Verschlusses nach kryptogenem Schlaganfall. Für die Indikationsstellung zu diesem Eingriff müssen auch die Charakteristika des PFOs in der Echokardiographie berücksichtigt werden (Größe des Shunts, zusätzliches atriales Septumaneurysma, Thrombusnachweis etc.). Hierfür kann das PFO-associated stroke causal likelihood classification system (PASCAL) zum Einsatz kommen.
| |                          |                         |
| \| RoPE-Score \| PFO-attributables Risiko \| Rezidivrisiko (2 Jahre) \| \| ---------- \| ------------------------ \| ----------------------- \| \| 0–3 \| 0 % (0–4) \| 20 % \| \| 4 \| 38 % (25–48) \| 12 % \| \| 5 \| 34 % (21–45) \| 7 % \| \| 6 \| 62 % (54–68) \| 8 % \| \| 7 \| 72 % (66–76) \| 6 % \| \| 8 \| 84 % (79–87) \| 6 % \| \| 9–10 \| 88 % (83–91) \| 2 % \| |                          |                         |
| RoPE-Score | PFO-attributables Risiko | Rezidivrisiko (2 Jahre) |
| 0–3 | 0 % (0–4)                | 20 %                    |
| 4 | 38 % (25–48)             | 12 %                    |
| 5 | 34 % (21–45)             | 7 %                     |
| 6 | 62 % (54–68)             | 8 %                     |
| 7 | 72 % (66–76)             | 6 %                     |
| 8 | 84 % (79–87)             | 6 %                     |
| 9–10 | 88 % (83–91)             | 2 %                     |